# Сумське земляцтво в Києві
Громадська організація «Сумське земляцтво у м. Києві» — громадська організація, яка об'єднує людей, що народились або тривалий час працювали в Сумській області.
Земляцтво має свої символи й атрибутику: герб, прапор та гімн.

## Історія
У 1995 році відбулись ініціативні збори зі створення Сумського земляцтва у Будинку письменників України в м. Києві за ініціативи Анатолія Мокренка, Ади Роговцевої, Віталія Білоножка, Олекси Ющенка, Михайла Шевченка, Миколи Гриценка, Дмитра Білоуса, Анатолія Єпіфанова. Статус громадської організації було набуто після реєстрації в Міністерстві юстиції України, що відбулося 23 червня 1999 року.
Сумське земляцтво налічує понад 800 членів, серед яких 16 академіків, 65 докторів наук, 75 кандидатів наук та ін.
28 січня 2011 року було підписано угоду між Сумською обласною державною адміністрацією, Сумською обласною радою та сумським земляцтвом у місті Київ, яка передбачає проведення щорічних обмінних мистецьких фестивалів «Земляцькі зорі» та фестивалю сільських дитячих хорів «Співаймо разом» (голова журі — А. Мокренко), видання серії книг «Знамениті земляки», альманаху «Земляки».
Голови земляцтва:
- Михайло Шевченко (2001—2003)
- Анатолій Коваленко (2003—2005)
- Володимир Стельмах (2005—2010)
- Іван Рішняк (2010 — по теп. час)

## Діяльність
За підтримки Сумського земляцтва відбуваються:
- фестиваль «Кролевецькі рушники» у Кролевці
- свято Івана Купала у Недригайлові
- конкурс гумористів «Вишневі усмішки» в Охтирці
- свято «Козацький Родослав» у Шаповалівці (Конотопський район)
- фестиваль «Горнусь до тебе рідний краю»
- «Партизанська зірниця» в м. Путивль.

Крім того, організація святкує державні й народні свята, вшановує ветеранів Другої світової війни й учасників ліквідації аварії на ЧАЕС, бере участь у презентації книжок письменників і виставок художників Сумщини. Організація сприяє проведенню творчих вечорів письменників.
У земляцтві створена «Мистецька світлиця» (керівник — заслужений працівник культури України В. Єфремова), в рамках якої було організовано низку пленерів художників у різних місцях Сумської області з презентацією картин в Українському фонді культури та інших виставкових залах столиці та області, зокрема М. Лебедя, С. Кривенка, О. Масика, М. Надєждіна, В. Михайличенка, О. Чередніченка, Г. Сергеєва..
Сумське земляцтво в місті Києві є засновником двох всеукраїнських премій: літературної імені Олександра Олеся (за ліричні твори) та художньо-мистецької імені Миколи Макаренка (мистецтвознавчі праці).
З 2003 року видається альманах «Земляки», який передається до шкільних, університетських та публічних бібліотек Сумської області.
Також громадська організація взяла шефство над низкою дитячих будинків Сумської області.
На кошти членів організації встановлено пам'ятний хрест на могилі географа, дослідника Ефіопії О. К. Булатовича, а також пам'ятник і меморіальну дошку меценату Ніколі Терещенку.